# عمارة إدواردية باروكية

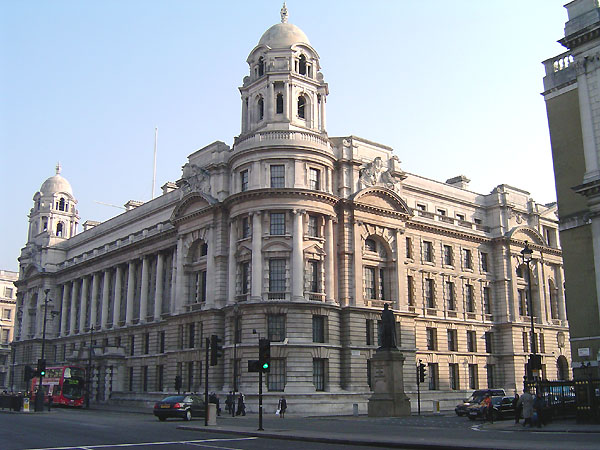
مكتب الحرب في وايتهول، لندن (1906). يظهر فيه استعارة من العمارة الإدواردية والباروكية.

العمارة الإدواردية الباروكية (بالإنجليزية: Edwardian Baroque architecture) هو طراز معماري يشير إلى عمارة الباروك الجديدة في كثير من المباني العامة في الإمبراطورية البريطانية خلال الفترة الإدواردية (1901-1910)، حيث يظهر فيها استعارة عناصر معمارية من العمارة الإدواردية والباروكية. لقد رُسمت السمات المميزة لأسلوب الباروك الإدواردي من مصدرين رئيسيين: العمارة الفرنسية خلال القرن الثامن عشر، والمباني التي قام بتصميمها السير كريستوفر رن في إنجلترا خلال القرن السابع عشر.

## وصلات خارجية
- عمارة إدواردية باروكية في غلاسكو، سكوتلندا نسخة محفوظة 6 سبتمبر 2017 على موقع واي باك مشين.